# Amphiblestrum umbonatum
Amphiblestrum umbonatum är en mossdjursart som först beskrevs av Busk 1854.  Amphiblestrum umbonatum ingår i släktet Amphiblestrum och familjen Calloporidae. Inga underarter finns listade i Catalogue of Life.